# Дешериев, Юнус Дешериевич
Юну́с Дешери́евич Дешери́ев (8 августа 1918, Ачхой-Мартан, Грозненский округ, Терская область, РСФСР — 2005) — советский и российский лингвист, кавказовед. Доктор филологических наук, почётный академик Академии наук Чеченской Республики.

## Биография

Президиум II Всесоюзной тюркологической конференции — делегаты (слева направо): академик А. Н. Кононов, профессора Б. Ч. Чарыяров, С. К. Кенесбаев, Ю. Д. Дешериев, Н. А. Баскаков, Г. Х. Ахатов, Е. И. Убрятова

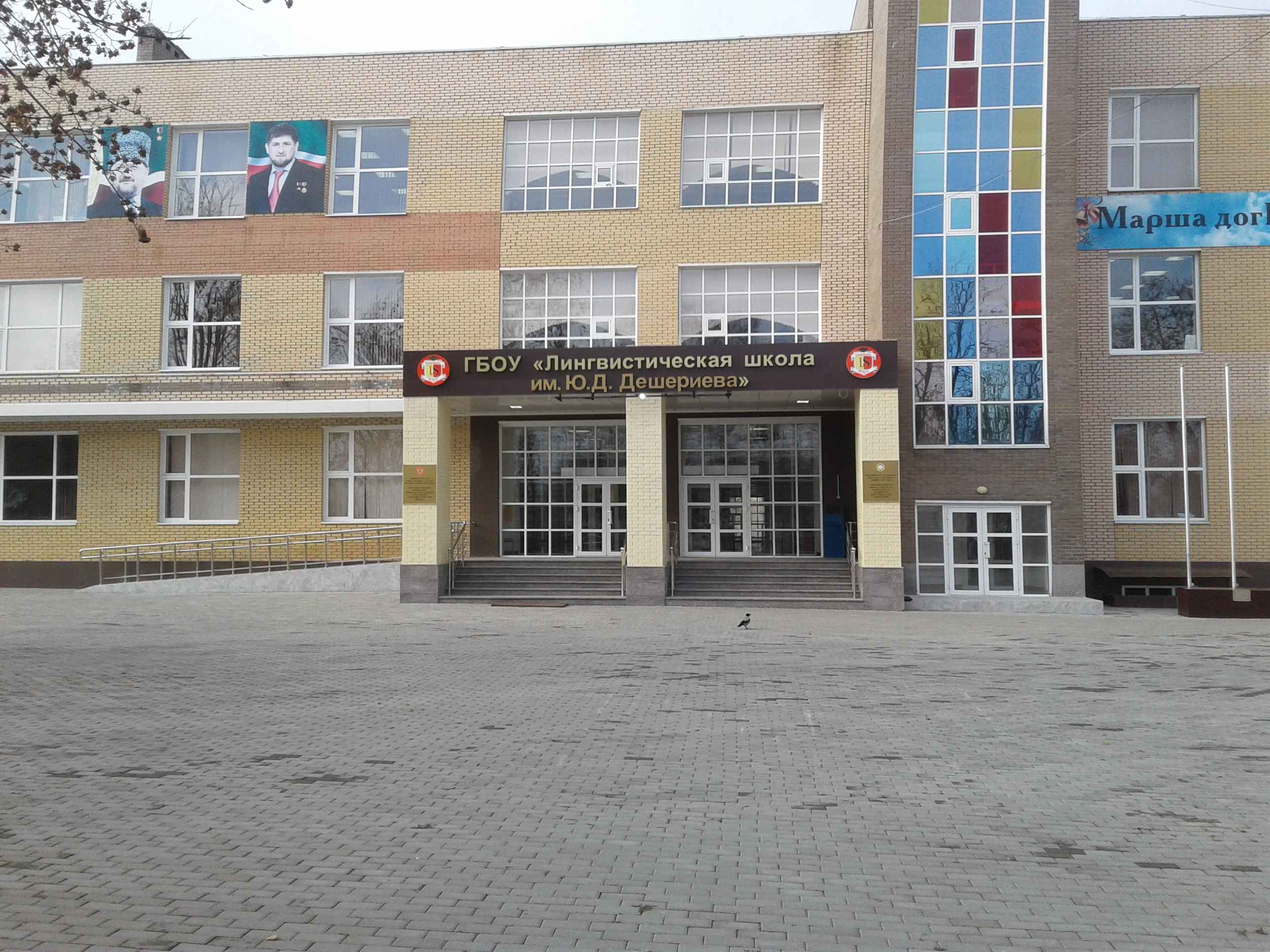
Лингвистическая школа имени Дешериева

Родился в августе 1918 года в селе Ачхой-Мартан. Окончил рабфак Ростовского университета и МГПИ им. В. И. Ленина по специальности «Русский язык и литература» (1941). В 1946 году Дешериев защитил кандидатскую диссертацию. Его первый капитальный научный труд «Бацбийский язык» в 1953 году вылился в докторскую диссертацию, которая принесла автору известность и признание в вопросах кавказоведения.
Ещё будучи студентом, Юнус Дешериев начал собирать материалы для будущих научных трудов, связанных с кавказоведением. Юнус Дешериевич создавал свои научные труды на базе языкового материала, полученного им во время полевых и теоретических исследований нахской и дагестанской групп иберийско-кавказских языков.
В 1944 году избежал депортации чеченцев и ингушей благодаря академику И. И. Мещанинову, ходатайствовавшему об оставлении Дешериева в Москве для продолжения научно-исследовательской работы.
В конце мая 1956 года вместе с ингушским писателем Идрисом Базоркиным возглавлял вайнахскую делегацию для встречи с Первым секретарём ЦК КПСС Н. С. Хрущёвым по поводу восстановления чечено-ингушской автономии.
12 июня 1956 года делегация была принята в Кремле членом Президиума ЦК КПСС, первым заместителем Совета Министров СССР А. И. Микояном. Микояну было вручено письмо для передачи Н. С. Хрущёву, а также обращение, в котором излагались просьбы разрешить чеченцам и ингушам вернуться на свою историческую родину и восстановить свою национальную автономию. В результате была создана Комиссия по восстановлению Чечено-Ингушской АССР, которая занялась вопросами правовой, политической и территориальной реабилитации вайнахов.
Является автором монографий по бацбийскому, чеченскому, хиналугскому языкам и первой в кавказоведении сравнительной исторической грамматики нахских языков. Им подготовлены кадры научных работников и преподавателей по кавказоведению и общему языкознанию для НИИ и вузов Чеченской Республики, других субъектов Российской Федерации и республик бывшего СССР.
Юнус Дешериевич удостоен премии Арнольда Чикобава республики Грузия. Его труды издавались за рубежом, в частности, в Индии и Пакистане.
Супруга — лингвист Т. И. Дешериева; дочь Юлия — лингвист.

## Память
- В Грозном проводятся ежегодные «Дешериевские чтения»[6].
- В сентябре 2017 года в Грозном открылась специализированная общеобразовательная школа с углубленным изучением иностранных языков имени Дешериева[8].
- Именем Дешериева названы улицы в Аргуне[9], Ачхой-Мартане[10], Знаменском[11].